# Richella monosperma
Richella monosperma är en kirimojaväxtart som beskrevs av Asa Gray. Richella monosperma ingår i släktet Richella och familjen kirimojaväxter. Inga underarter finns listade i Catalogue of Life.